# 진잠동
진잠동(鎭岑洞)은 대전광역시 유성구 남부에 있는 행정동이다. 8개의 법정동을 관할한다. 인구는 2022년 말 주민등록 기준 2만4,774 명이다. 전체 면적 46.08km2 중 개발제한구역이 83%에 달한다. 초등학교 3개교, 중학교 1개교, 고등학교 3개교가 있다.

## 역사
- 1914년 4월 1일 행정폐합으로 진잠군이 대전군(구 회덕군)에 합병되어 진잠면과 기성면으로 재편되었다. 현재의 진잠동과 계룡시 신도안면 남선리는 진잠면이 되었고, 기성동, 가수원동, 관저동 일대와 정림동 일부는 기성면이 되었다.
- 1983년 진잠면 내동리, 교촌리, 대정리, 용계리, 학하리가 대전시 중구 관할 유성출장소에 편입되었다.
- 1987년 대통령령 제12007호로 대덕군 진잠면 계산리 일원이 대전시 직할 유성출장소에 편입되었다.
- 1988년 대통령령 제12367호(1987. 12. 31 공포)로 충청남도 대전시 서구가 신설되면서 유성출장소가 서구에 편입되었다.
- 1989년 충청남도 대전시가 대전직할시로 승격되면서 유성구에 편입되었다. 단, 남선리는 충청남도 논산군 두마면에 편입되었다.
- 1989년 행정동이 진잠동, 원내동으로 분리되었다.
- 1995년 진잠동이 진잠1동, 진잠2동으로 분동되었다.
- 1998년 10월 26일 진잠1동, 진잠2동을 진잠동으로 합동하였다.
- 2021년 11월 1일 진잠동에서 학하동이 분동하였다.

## 법정동
- 성북동(城北洞)
  - 성북동은 온통 산의 숲으로 가려진 지역이다. 계룡산의 맥이 동쪽으로 이어지는 줄기에 서북쪽으로 해발 535m의 백운봉, 북쪽으로 해발 532m의 금수봉, 동북쪽으로 해발 415m의 빈계산이 조금 떨어져서 우뚝 서 있다.동쪽과 서쪽의 산 줄기 사이로 흐르는 금곡천은 계곡을 수놓은 듯 보기 좋은 산경을 조명하면서 남동쪽으로 흘러 산악지대에 자리한 성북동 사람들에게 기름진 땅을 만들어 준다. 삼국시대 진현현의 고을 바깥쪽에 있으므로 성밖으로 불리던 성북동은 동쪽에 성북산성이 있어 더욱 유명하다. 조선시대 말기 성재 뒤에 있으므로 잣뒤, 잣디, 또는 성북이라 하였는데, 1914년 행정구역 개혁때에 상성북리, 하성북리, 신천리 일부를 병합하여 성북리라 정하였다.
- 세동(細洞)
- 송정동(松亭洞)
- 방동(芳洞)
- 원내동(元內洞)
  - 원내동은 이미 선사시대부터 인류가 정착하기 시작한 지역이며 백제때부터는 진현현, 진령현, 진잠현, 진잠군의 고을로 근 1세기동안 이 지역의 중심지였던 곳이다.서북쪽으로는 계룡산에서 맥이 이어지는 백운봉에 이어 금수봉에서 산이 낮아지며 이 고장의 진산인 해발 285m의 산장산이 길게 늘어지고, 남쪽으로는 옥녀봉을 주산으로 아래 위로 산의 맥이 이어져 있으며, 동북쪽으로는 비교적 평탄한 들에 진잠천이 발원되어 흐르는 아늑한 둘레에 원내동은 자리해 있다. 1914년 행정구역 개혁때 송촌리, 교촌리, 석천리, 대정리의 각 일부를 병합하여 내동리라 정하였다. 1983년 2월 1일 대전시 중구로 편입시 원래 내동이었다 하여 원내동으로 고쳐졌다.
- 교촌동(校村洞)
  - 교촌동은 유성구의 남쪽에 위치해서 서쪽으로는 산악지대이나 동쪽으로는 비교적 넓은 들이 펼쳐진 지역에 자리한다.교촌동의 멀리 서북쪽에는 대전광역시와 공주시가 경계를 나누는 해발 533m의 도덕봉과 그 아래쪽에 해발 535m의 백운봉이 우뚝 서고, 해발 531m의 수려한 금수봉과 그 동북쪽에 위치한 해발 414m의 빈계산이 주축으로 동남쪽에 위치한다. 교촌동의 서쪽에는 해발 285m의 산장산이 산령을 이루고 남쪽으로 흘러가서는 원내동의 서쪽 일각을 차지한다. 백제때 진현현의 고을이 있었던 산장산의 일각인 북쪽에 위치해 있는 셈이다.교촌동의 동쪽으로는 원내동의 남쪽에서 발원하여 북쪽으로부터 진잠천이 흘러와 서쪽의 산악지대에서 발원하여 흐르는 냇물을 합하고 북쪽으로 흘러가면서 주변에 비교적 넓은 들을 조성하는데 이 들이 교촌동 사람들의 삶의 텃밭이었다. 조선시대 초기에 진잠향교가 이곳에 자리하면서 교촌이라 부르게 되었으며, 진잠현의 학문이 여기 강당에서부터 비롯되면서 진잠지역 유생들의 보금자리가 되었다.1914년 행정구역 개혁때 칠성리, 석천리, 용촌리, 용두리의 각 일부를 병합하여 교촌리라 정하였다.
- 대정동(大井洞)
  - 대정동의 서쪽은 산악지대이고 동북쪽으로는 낮은 야산지대가 점경을 이루고 있으나, 남쪽으로는 들이 넓어서 대체로 들이 많은 지역이다.대정동의 서북쪽으로는 아름다운 금수봉이 우뚝 서 있고 그 동북쪽에 자리한 빈계산에서 남동쪽으로 흐르는 산령의 줄기가 산장산으로 이어진다. 대정동의 중앙에는 남쪽 원내동에서 발원한 진잠천이 비교적 넓은 강폭을 이루며 북쪽으로 흘러간다.서쪽으로는 1973년 11월 13일 개통한 호남고속도로가 있다. 대정동에 인류가 정착하기 시작한 것은 선사시대인 청동기시대부터인 것 같다.수렵시대부터 농경시대로 접어드는 청동기시대에 마한의 54개 부락사회국가의 하나인 「신흔국」에 자리하였던 인류가 서쪽으로는 대정동, 원내동으로 펼쳐 나가며 마을을 형성하였으며, 동쪽으로는 상대동에 고을을 형성하였다는 설이 있다. 1914년 행정구역 개혁때에 주암리와 용두리의 각 일부를 병합하여 대정이라고 부르던 큰 우물의 옛 이름을 따서 대정리라 정하였다.
- 용계동(龍溪洞)
  - 용계동은 유성구의 남쪽에 위치해서 비교적 들이 넓은 지역이다.서쪽으로는 멀리 도덕봉과 빈계산 금수봉등 높은 산을 중심으로 산령을 이루고 있으나, 남쪽과 동쪽으로는 낮은 산악지대를 이루며 그 사이사이와 중앙지대를 중심으로 넓은 들을 조성한다.그래서 전답이 많으며 옛부터 농업에 따른 생산지대로 꼽히는 지역이다.서북쪽의 답지는 경지정리가 눈부시다.원내동에서 발원하여 북쪽으로 흘러가는 진잠천이 교촌동, 대정동을 거쳐 용계동에 이르면 그 강줄기를 북동쪽으로 약간 꾸부리면서 들을 기름지게 하고 북쪽 학하동으로 들어간다. 용계동 뒷산의 모양이 용의 머리와 같으므로 용머리, 미리머리, 밀머리 또는 용계라 하였는데, 1914년 행정구역 개혁에 따라 모곡리, 산직리의 각 일부, 공주군 현대면의 서성동 일부와 연암동을 병합하여 용계리라 정하였다.

## 편의
- 모다아울렛 대전점 (대정동)
- 롯대마트 서대전점 (원내동)

## 주거

### 아파트
| 단지명                        | 건설사                  | 시행사                        | 주소                               | 입주        | 비고 |
| ----------------------------- | ----------------------- | ----------------------------- | ---------------------------------- | ----------- | ---- |
| 신우한아름                    | ㈜신우산업개발          | ㈜신우산업개발                | 진잠로42번길 30 (원내동)           | 1998년 10월 |      |
| 진잠타운                      | 계룡건설산업 신진건설㈜ | 계룡건설산업 신진건설㈜       | 진잠로42번길 88 (원내동)           | 1995년 10월 |      |
| 샘물타운                      | 계룡건설산업 ㈜삼정건설 | 계룡건설산업 ㈜삼정건설       | 원내로 52 (원내동)                 | 1996년 11월 |      |
| 교촌 한승미메이드             | ㈜한승건설              | ㈜한승건설                    | 진잠로149번길 30 (교촌동)          | 2006년 11월 |      |
| 교촌제이파크                  | ㈜제일건설              | ㈜제일건설                    | 진잠로149번길 24 (교촌동)          | 2005년 8월  |      |
| 드리움                        | 계룡건설산업            | 대전도시공사                  | 대정로28번길 50 (대정동) (1단지)   | 2004년 8월  |      |
| 드리움                        | 계룡건설산업            | 대전도시공사                  | 대정로28번안길 80 (대정동) (2단지) | 2006년 3월  |      |
| 도안 푸르지오 디아델          | 대우건설                | 케이비부동산신탁㈜ ㈜금실건설 |                                    |             |      |
| 힐스테이트 도안리버파크 1단지 | 현대건설                | 하나자산신탁㈜ ㈜유토개발2차  |                                    |             |      |
| 힐스테이트 도안리버파크 2단지 | 현대건설                | 하나자산신탁㈜ ㈜유토개발2차  |                                    |             |      |
| 힐스테이트 도안리버파크 3단지 | 현대건설                | 하나자산신탁㈜ ㈜유토개발2차  |                                    |             |      |

## 교통
대전남부순환고속도로가 지나간다.

## 유적
대전과 연산을 잇는 길이 지나가는 성북동 산성과 진잠향교가 현재 남아 있다. 그 외에도 성북 산성등 역사 유적지가 산재되어 있다. 그리고 교촌동과
대정동 사이에 내동리 고인돌이 있다

## 사건
- 2017년진잠동 교통사고
- 2019년 대전 산불

## 인접동
- 온천2동
- 가수원동